# Gigantomachia

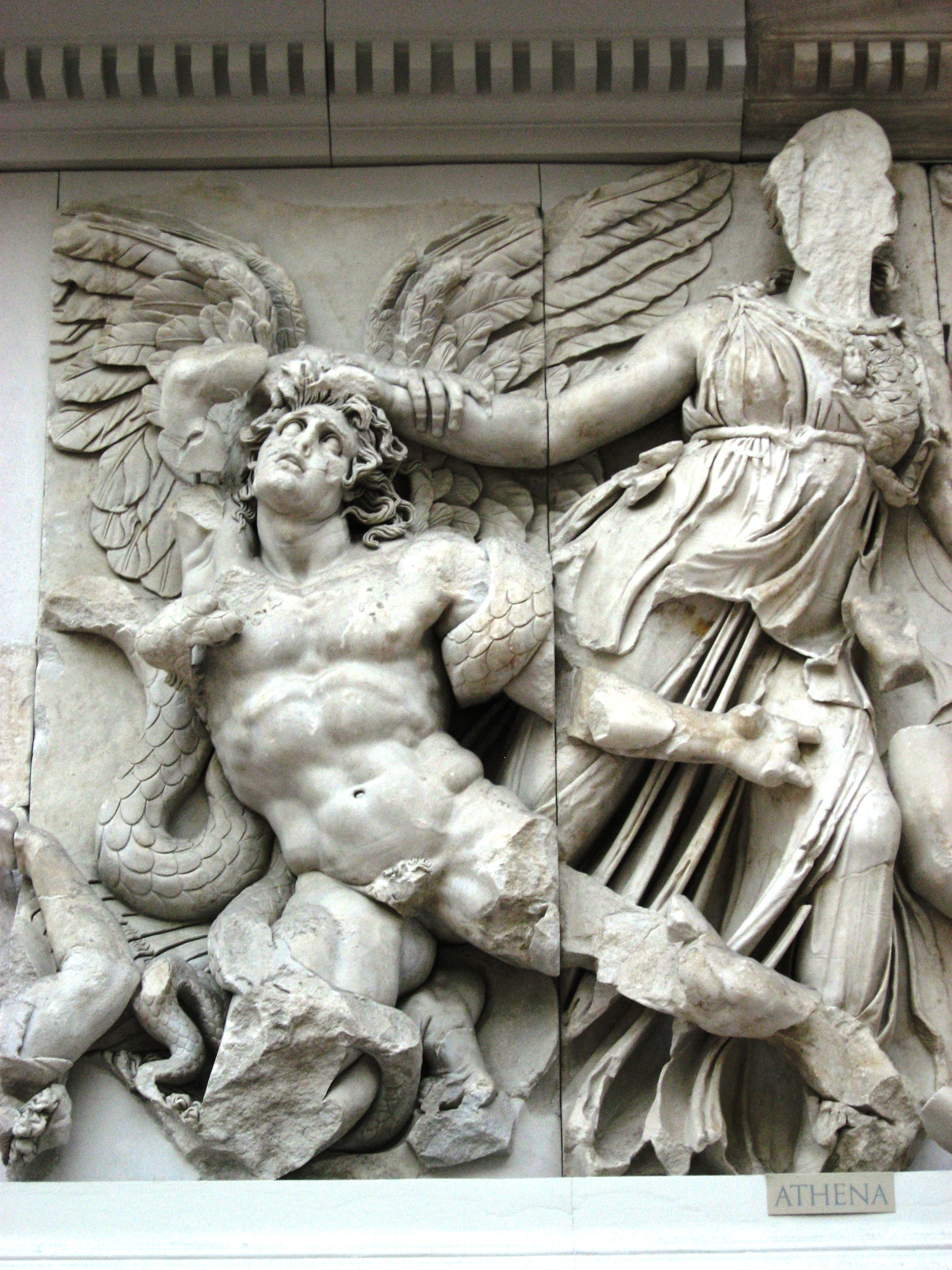
Atena atterra il gigante Alcioneo; episodio riportato dal Grande fregio dell'Altare di Pergamo, innalzato nel II secolo avanti Cristo, ed oggi conservato a Berlino (Staatliche Museen).

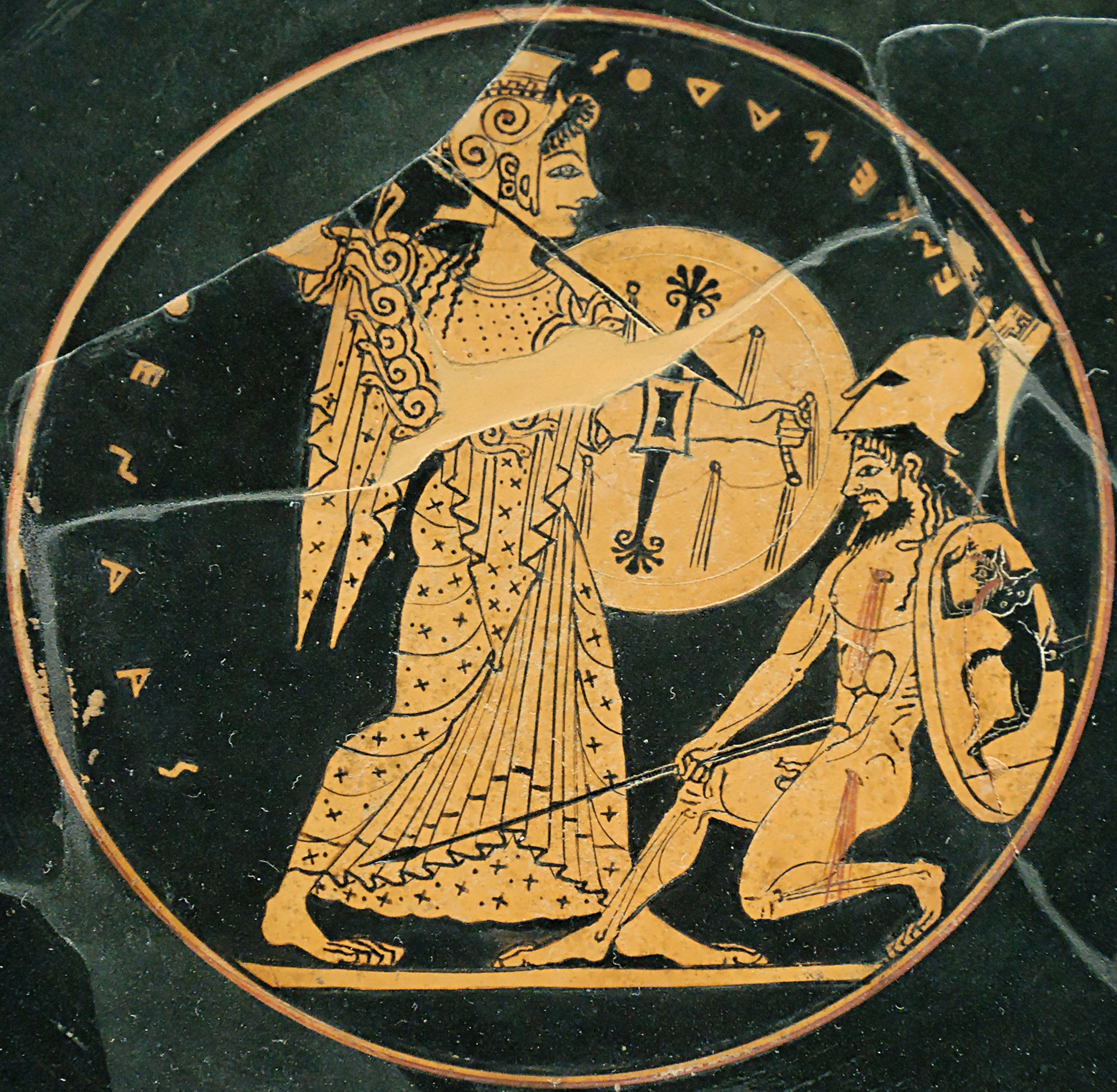
Atena sconfigge il Gigante Encelado; interno da un disco attico a figure rosse, all'incirca elaborato del 525 a.C. (Parigi, Musée du Louvre).

La Gigantomachia (dal greco antico γιγαντομαχία, "la guerra dei giganti" o "tra giganti": parola a sua volta composta da γίγας -αντος, gigas -gigantos, "gigante"; e μάχη, machē, ovvero "battaglia", "guerra", "scontro") è la lotta che i Giganti ingaggiarono contro gli Dei dell'Olimpo, aizzati dalla loro madre Gea e dai Titani.

## Il mito
Per raggiungere la vetta dell'Olimpo i Giganti dovettero mettere tre monti uno sopra l'altro, ma furono sconfitti e cacciati sotto l'Etna. I dodici dèi dell'Olimpo non vinsero solo grazie alle proprie forze, ma dovettero ricorrere all'aiuto di un semidio: Eracle, figlio di Zeus e di una mortale.
I Giganti che parteciparono furono ventiquattro, altissimi e terribili, con lunghi capelli inanellati e lunghe barbe e code di serpenti a coprire i piedi. Alcioneo ne fu il capo. Fu anche il primo che Eracle abbatté. Poi fu la volta di Porfirione: riuscì quasi a strangolare Era ma, ferito al fegato da una freccia di Eros, la sua brama omicida si trasformò in lussuria e tentò di violentare la dea. Zeus divenne pazzo di gelosia e abbatté il gigante con una folgore. Eracle lo finì a colpi di clava.
Efialte ebbe uno scontro con Apollo che, sempre con l'aiuto di Eracle, riuscì a trarsi in salvo. E la storia si ripete con Eurito contro Dioniso, Clizio contro Ecate, Mimante contro Efesto, Pallante contro Atena: sarà sempre Eracle a essere risolutivo. Demetra ed Estia, donne pacifiche, stanno in disparte, mentre le tre dispettose Moire scagliano pestelli di rame da lontano.
Scoraggiati, i Giganti superstiti scappano. Atena, assunte dimensioni gigantesche superiori a quelle dei giganti, riesce a scagliare un grosso masso contro Encelado che crolla in mare e diventa l'isola di Sicilia. Poseidone strappa un masso a Coo e lo scaglia nel mare, dove diventa l'isola di Nisiro, nel Dodecaneso. Ermes abbatte Ippolito e Artemide Grazione, mentre i proiettili infuocati lanciati dalle Moire bruciano le teste di Agrio e Toante.
Sileno, il satiro nato dalla Terra, si vantò di avere fatto fuggire i Giganti col raglio del suo asino, ma Sileno era sempre ubriaco, e veniva accolto all'Olimpo solo per ridere di lui.
Alcuni Giganti erano detti centimani poiché avevano cento mani. Nell'esegesi del mito si potrebbe considerare che tale storia racconti una battaglia di popolazioni non elleniche (o greche) che combattevano in "centurie" (gruppi di cento) e che veneravano la Madre Terra come Dea Creatrice. I Greci Achei e Dori avevano infatti ridotto la "madre terra" a una sorella di Zeus, Demetra. Tale conflitto vide vittoriosi gli Elleni e il loro Pantheon.

## Schieramenti

### Gli alleati di Zeus
- Zeus

1. Olimpi
  1. Poseidone
  2. Era
  3. Ares
  4. Atena
  5. Apollo
  6. Dioniso
  7. Afrodite
  8. Efesto
  9. Ermes
  10. Artemide
  11. Demetra
2. Altre divinità
  1. Estia (cedette il suo trono sull’Olimpo in favore di Dioniso)
  2. Eros
  3. Ade
  4. Persefone
  5. Moire
  6. Ecate
  7. Pan
  8. Eracle
  9. Bronte

### I Giganti
- Gea, la Madre Terra, progenitrice dei Giganti
- 24 Giganti, tra cui:
  1. Alcioneo, capo dei rivoltosi
  2. Damaseno
  3. Encelado
  4. Efialte
  5. Pallante
  6. Ippolito
  7. Porfirione
  8. Mimas
  9. Grazione
  10. Polibote
  11. Oto
  12. Clizio
  13. Agrio
  14. Toante
  15. Eurito
- Coo
- Ecatonchiri
  1. Cotto
  2. Gige
  3. Briareo

## Nell'arte

### Scultura
La lotta tra i giganti e gli dei fu rappresentata da Fidia nell'interno dello scudo della sua statua di Atena. La Gigantomachia fu rappresentata anche nell'Altare di Pergamo.

### Letteratura
Claudio Claudiano (370-408) scrisse il poema La gigantomachia, di cui sono pervenuti sino a noi solo 128 esametri.

### Pittura
Nel Palazzo Te a Mantova esiste una sala chiamata la "Sala dei Giganti", i cui affreschi rappresentano il tema della gigantomachia o della conseguente "caduta dei giganti", opera del pittore Giulio Romano (1499?-1546).